# أدريان لوبيز (سياسي برازيلي)
أدريان باربوسا نوغيرا لوبيز (مواليد 26 يونيو 1976) سياسية ومحامية برازيلية. وهي العمدة الحالي لكامبو غراندي منذ أبريل 2022. شغلت منصب نائب عمدة كامبو غراندي من 2017 إلى 2022.

## سيرتها الشخصية
ولدت في غراندس ريوس، في المناطق الداخلية من بارانا في البرازيل، وانتقلت إلى كامبو غراندي في ماتو جروسو دو سول مع عائلتها عندما كانت في التاسعة من عمرها.
كما طورت العديد من المشاريع الاجتماعية. تم انتخابها نائبة عمدة لفترتين وتتولى الآن ولاية كامبو غراندي. أدريان متزوجة من نائب الولاية ليديو لوبيز ولديها طفلان. كانت نائبة عمدة كامبو غراندي من 1 يناير 2017 إلى 1 أبريل 2022، عندما ساعدت في تطوير مشاريع تهدف إلى المساعدة الاجتماعية.
في 2 أبريل 2022، أصبحت عمدة كامبو غراندي.
أدريان هي ابنة أنطونيو فيريرا باربوسا وجيسليني جارسيا باربوسا. وهي متزوجة من السياسي ليديو لوبيز ولديها طفلان، ماثيوس وغابرييل لوبيز.